# 黃國琦 (崇禎進士)
黃國琦（1567年—1645年），字石公，號五湖，江西瑞州府新昌縣天德鄉人，明朝、南明政治人物。

## 生平
黃國琦年少遊歷南京，寫下著《賣書買劍集》，文翔鳳閱讀後覺得驚奇，二人成為忘年之交，交遊聲譽傳遍天下；崇禎九年（1636年）他中北闈舉人第三名，次年（1637年）聯捷進士，獲授建陽知縣。他在當地為政寬仁，荒年時捐俸建倉、積穀防饑；鄰邑浦城縣有流寇多名剽掠，朝廷命他攝理浦城事務，他用計單人匹馬到賊巢諭降，地方因此安寧，浦城人民為他立祠祭祀。之後他兩次獲推舉卓廉，調任山東滋陽縣五月，於十七年（1644年）二月召對時稱旨，口頭授官吏科給事中。
北京失陷，黃國琦降李自成，擔任山東府尹。不久，弘光朝廷在閣部史可法、山東巡撫王燮推薦下改任他為兵科給事中，兼任職方主事，與楊芬同為監軍副使。不久他因母親生病辭官，終身不仕，拒絕洪承疇徵召，督兵迎戰清兵戰死，年七十八歲；魯王朱以海監國，追贈他為兵科給事中、太僕少卿，諡襄愍。

## 引用
1. 1 2  錢海岳《南明史·卷三十四·列傳第十》：（與衛胤文）同時降自成南歸起用者：……黃國琦，字石公，瑞州新昌人。鳳儀同年（崇禎十年）進士。歷建陽、滋陽知縣。十七年，召對稱旨，口授吏科給事中。安宗立，改兵科，兼職方主事。與楊芬同為水吉監軍副使歸。洪承疇檄赴軍前參贊，力辭不應。清兵至，督義師拒戰，死於陣，年七十九。魯王監國，贈兵科給事中、太僕少卿，諡襄愍。
2. ↑  同治《新昌縣志·卷十二·人物志三》：崇正九年丙子科（舉人） 黃國琦順天中式第三名 見進士
3. ↑  《崇祯十年丁丑科進士三代履歷》：黄国琦，曾祖高，祖海，父英文，理学聘君。五湖，礼记房，戊申五月初四日生，新昌县人，丙子三名，会一百五名，二甲九十五名，兵部政，本年十月授建阳知县，己卯同考，会举廉卓，先后纪录七次，壬午俸满题考，癸未五月欽補滋阳，甲申二月行取，三月召对，九月题授兵部职方司主事，督师阁部监军，十月题授山東河北道佥事，总督监军。
4. ↑  同治《新昌縣志·卷十六·人物志七》：黃國琦，字石公，號五湖，天德鄉人。少遊金陵，著《賣書買劍集》，少京兆文翔鳳見而奇之，引為忘年友，聲譽交遊遍天下。崇正丁丑成進士，授建陽令，政尚寬仁，歲祲捐俸建倉，積穀以備賑。時鄰邑浦城巨寇數萬剽掠，三省憲檄國琦攝浦事，用奇計單騎詣賊壘諭降，地方獲寧，浦民祠祀之。兩舉廉卓，調山東滋陽五月報最，甲申二月召對左門稱旨，特授吏科給事中。
5. ↑  同治《新昌縣志·卷十六·人物志七》：闖變南遷，閣部史可法、東撫王燮交章特薦，授兵科監淮海軍，尋以母病辭。後終身不仕，僑寓金陵，卒年七十八，著述甚豐，富梓《冊府元龜》行世。 舊志